# Рахил Макри
Рахил Константину Макри (на гръцки: Ραχήλ Κωνσταντίνου Μακρή) е гръцки политик.

## Биография
Родена е в 1973 година в македонския град Кайляри, на гръцки Птолемаида. Завършва магистратура по банково дело в Гръцкия свободен университет. Работи във Финансовия отдел на министерството за околната среда и климатичните промени. Избрана е за депутат от Кожани на 6 май 2012 година от партията Независими гърци за Кожани. Преизбрана е на изборите на 17 юни 2012 г.